# Ramsey and Parkeston
Ramsey and Parkeston – civil parish w Anglii, w hrabstwie Essex, w dystrykcie Tendring. W 2011 roku civil parish liczyła 2343 mieszkańców.